# Glanduloderma myzostomatis
Glanduloderma myzostomatis is een platworm (Platyhelminthes). De worm is tweeslachtig. De soort leeft in het zoute water.
Het geslacht Glanduloderma, waarin de platworm wordt geplaatst, wordt tot de familie Fecampiidae gerekend. De wetenschappelijke naam van de soort werd voor het eerst geldig gepubliceerd in 1940 door Jaegersten.